# Cinderfella
Cinderfella is een Amerikaanse filmkomedie uit 1960 onder regie van Frank Tashlin. Het scenario is een parodie op het Assepoesterverhaal.

## Verhaal
Cinderfella woont samen met zijn boze stiefmoeder en zijn twee stiefbroers. Ze verplichten hem om al het zware werk te doen. Hij heeft gelukkig veel fantasie. Dan leert hij op een feest zijn droomprinses kennen.

## Rolverdeling
| Acteur                 | Personage        |
| ---------------------- | ---------------- |
| Jerry Lewis            | Cinderfella      |
| Ed Wynn                | Goede fee        |
| Judith Anderson        | Boze stiefmoeder |
| Henry Silva            | Maximilian       |
| Robert Hutton          | Rupert           |
| Count Basie            | Zichzelf         |
| Joe Williams           | Zichzelf         |
| Anna Maria Alberghetti | Droomprinses     |

## Filmmuziek
1. Ouverture
2. Let Me Be a People
3. Ticka-Dee
4. I'm Part of a Family
5. Turn It On
6. We're Going to the Ball
7. Somebody
8. The Princess Waltz
9. Turn It On